# 1149. grenadirski polk (Wehrmacht)
1149. grenadirski polk (izvirno nemško 1149. Grenadier-Regiment; kratica 1149. GR) je bil pehotni polk Heera v času druge svetovne vojne.

## Zgodovina
Polk je bil ustanovljen 11. avgusta 1944 kot sestavni del 563. grenadirske divizije.